# Americocreagris columbiana
Genre
Espèce
Synonymes
- Microcreagris columbiana Chamberlin, 1962

Americocreagris columbiana, unique représentant du genre Americocreagris, est une espèce de pseudoscorpions de la famille des Neobisiidae.

## Distribution
Cette espèce est endémique des  États-Unis. Elle se rencontre en Oregon et au Washington.

## Description
Le mâle holotype mesure 4,02 mm.
La femelle décrite par Muchmore en 1969 mesure 4,96 mm.

## Systématique et taxinomie
Cette espèce a été décrite sous le protonyme Microcreagris columbiana par Chamberlin en 1962. Elle est placée dans le genre Americocreagris par Ćurčić en 1982.

## Publications originales
- Chamberlin, 1962 : New and little-known false scorpions, principally from caves, belonging to the families Chthoniidae and Neobisiidae (Arachnida, Chelonethida). Bulletin of the American Museum of Natural History, no 123, p. 303-352 (texte intégral).
- Ćurčić, 1982 : Americocreagris, a new genus of pseudoscorpions from the United States. Bulletin de l'Académie Serbe des Sciences et des Arts, Classe des Sciences Naturelles et Mathématiques, vol. 80, no 22, p. 47-50.